# Roger Elliott
El General Major Roger Elliott (c. 1665 - Barnes, Surrey, Anglaterra, 16 de maig de 1714) va ser un dels primers Governadors de Gibraltar. És possible que Roger Elliott nasqués a Londres, però sembla probable que fos a Tànger, aleshores colònia del Regne d'Anglaterra, al Marroc. El seu pare, George Elliott, va morir a Tànger el 1668.
El 1680 pertanyia al Regiment d'infanteria de Tànger, creat específicament el 1661 com a guarnició per a la recent adquirida possessió anglesa de Tànger. Allí resultà ferit en les accions contra els moros locals. L'any següent fou separat del servei per un incident de duel, però readmès al servei de Sa Majestat el 1683, progressant des de tinent primer el 1687 fins a tinent coronel el 1689. Va participar en diverses accions militars a Anglaterra, a la zona de Bèlgica i a la de Baviera, dins de la Guerra de Successió Espanyola, resultant ferit de consideració en més d'una ocasió.
El 1704 creà el seu propi Regiment d'infanteria del Coronel Elliott que, el març de 1705, va embarcar cap a Espanya per servir a Gibraltar, que fou declarat port lliure el 1706. El gener de 1707 va ser promogut a General de Brigada i més tard, el mateix any, a Tinent Governador de Gibraltar. El 24 de desembre era nomenat Governador de Gibraltar. L'1 de gener de 1710 ascendí a General Major i, el 24 de gener de 1711, va traspassar el càrrec de governador al seu successor. Finalment, el 18 de juny de 1711 abandonà Gibraltar.
De retorn a Anglaterra es casà, s'instal·là a la mansió que llogà a Barnes i tingué una família reduïda, però mai es recuperà bé de les ferides de guerra i va morir relativament jove.